# Чикоконский хребет
Чикоко́нский хребе́т — горный хребет в Забайкальском крае России, в междуречье реки Чикой (правого притока Селенги) и притоков Онона. Южная часть хребта является частью Мирового водораздела Северного Ледовитого и Тихого океанов.
Протяжённость хребта в северо-восточном направлении (от границы с Монголией до слияния рек Чикой и Чикокон) составляет 130 км. Максимальная ширина — более 40 км (у юго-западного начала хребта). Преобладающие высоты — от 2000 до 2200 м, высшая точка — гора Быстринский Голец (2519 м).
В рельефе преобладают высокогорья с крутыми склонами, на которых местами сохранились остатки рельефа и отложений ледникового происхождения. От Чикоконского хребта отходят отроги, соединяющие его с Перевальным и Буркальским хребтами. Основные типы ландшафта — горная тайга, предгольцовое редколесье и гольцы.

## Топографические карты
- Лист карты M-49-XV. Масштаб: 1 : 200 000. Указать дату выпуска/состояния местности.
- Лист карты M-49-XXI. Масштаб: 1 : 200 000. Указать дату выпуска/состояния местности.